# Representación decimal
En matemáticas, la representación decimal es una manera de escribir números reales positivos, por medio de potencias  del número 10 (negativas y/o positivas). En el caso de los números naturales, la representación decimal corresponde a la escritura en base 10 usual; para los números racionales, se obtiene una representación decimal limitada, o ilimitada  periódica si son números periódicos; si son irracionales, la representación decimal es ilimitada y no periódica.

## Definición matemática
La representación decimal de un número real no negativo r, es una expresión matemática escrita tradicionalmente como una serie del tipo
{\displaystyle r=\sum _{i=0}^{\infty }{\frac {a_{i}}{10^{i}}}}
en donde a0 es un entero no negativo, y a1, a2, … son enteros tales que 0 ≤ ai ≤ 9 (son los llamados «dígitos» de la representación decimal). Si la secuencia de dígitos es finita, los ai restantes se asumen como 0. Si no se consideran secuencias infinitas de 9's, la representación es única.
El número definido por una representación decimal también admite la siguiente escritura: 
{\displaystyle r=a_{0},a_{1}a_{2}a_{3}\dots .\,}
En tal caso, a0 es la parte entera de r, no necesariamente entre 0 y 9, y a1, a2, a3, … son los dígitos que forman la parte fraccionaria de r.
Ambas notaciones son, por definición, el límite de la sucesión: 
{\displaystyle r=\lim _{n\to \infty }\sum _{i=0}^{n}{\frac {a_{i}}{10^{i}}}}.

## Aproximación a números reales
Todo número real puede ser aproximado al grado de precisión deseado, por medio de números racionales que poseen representaciones decimales finitas. En efecto, sea {\displaystyle x\geq 0}; para cada número natural {\displaystyle n\geq 1} hay un número decimal exacto {\displaystyle r_{n}=a_{0}.a_{1}a_{2}\cdots a_{n}} tal que 
{\displaystyle r_{n}\leq x<r_{n}+{\frac {1}{10^{n}}}.\,}
| Demostración |
| Sea {\displaystyle r_{n}=\textstyle {\frac {p}{10^{n}}}}, con {\displaystyle p=\lfloor 10^{n}x\rfloor }. Entonces {\displaystyle p\leq 10^{n}x<p+1}, de donde el resultado se obtiene al dividir entre {\displaystyle 10^{n}\ }. |

## Caso de los números enteros
Todo número entero posee una escritura natural en el sistema de numeración decimal. Para obtener su representación decimal es suficiente con escribir 100 como denominador.

## Caso de los números decimales
Un número decimal (finito) es un número que se puede escribir de la forma {\displaystyle {\frac {N}{10^{n}}}} con N  y n números enteros.
Un número decimal posee entonces una representación decimal limitada compuesta por potencias negativas de 10.
Recíprocamente: todo número que posee una representación decimal limitada, es un número decimal.

## Caso de los números racionales
La expansión decimal de un número real no negativo x terminará en ceros (o en nueves) si y solo si, x es un número racional cuyo denominador es de la forma 2n5m, donde m y n son enteros no negativos. 
| Demostración |
| Si la expansión decimal de x termina en ceros, o si {\displaystyle x=\sum _{i=0}^{n}{\frac {a_{i}}{10^{i}}}=\sum _{i=0}^{n}10^{n-i}a_{i}/10^{n}} para algún n, entonces el denominador de x es de la forma 10n = 2n5n. A su vez, si el denominador de x es de la forma 2n5m, entonces {\displaystyle x={\frac {p}{2^{n}5^{m}}}={\frac {2^{m}5^{n}p}{2^{n+m}5^{n+m}}}={\frac {2^{m}5^{n}p}{10^{n+m}}}} para algún p. |